# Xã West Hale, Quận Thomas, Kansas
Xã West Hale (tiếng Anh: West Hale Township) là một xã thuộc quận Thomas, tiểu bang Kansas, Hoa Kỳ. Năm 2010, dân số của xã này là 361 người.